# Irlanda en el Festival de la Canción de Eurovisión
Irlanda participó por primera vez en el Festival de la Canción de Eurovisión (gaélico: Comórtas Amhrán Eorafíse) en 1965, en Nápoles. Desde entonces, ha participado en cada edición, salvo dos: en 1983, en Múnich; y en 2002, en Tallin. Radio Telefís Éireann (RTÉ) es la emisora representante de Irlanda en el Festival, y transmite el mismo anualmente; la semifinal se transmite en RTÉ2 y la final en RTÉ One. Todas sus canciones han sido interpretadas en inglés, a excepción del año 1972, cuando el tema en gaélico «Ceol on ghrá» (Música del amor), representó al país.
Irlanda, junto con España, Suiza, Israel y Luxemburgo, son los únicos países que han ganado siendo anfitriones, venciendo hasta en tres ocasiones consecutivas. 
Irlanda ganó por primera vez en 1970 con Dana interpretando «All Kinds of Everything». En total, el país ha ganado siete ocasiones, más que cualquier otro. Asimismo, ha organizado el Festival otras tantas veces; todas ellas, salvo una, en Dublín. En 1993 fue organizado en Millstreet, un pueblo de 1500 personas en el oeste del Condado de Cork.
Irlanda ha conseguido estar en el TOP-10 dentro de la gran final un total de 30 veces.

## Historia
Irlanda ha competido en el festival casi continuamente desde su debut, habiendo tan solo dos años en los que no ha participado. En 1983, una huelga en RTÉ se tradujo en que la radiodifusora no tuviera recursos para enviar a un representante. En su lugar, RTÉ transmitió el festival con comentarios de la BBC. En 2002, Irlanda fue relegada del festival debido a su mala posición en el festival de 2001. A pesar de ello, RTÉ emitió el festival celebrado en Tallin y envió un comentarista.
De entre las 55 canciones que ha enviado a Eurovisión, siete han ganado y dieciocho han terminado entre los cinco primeros puestos. No obstante, en las últimas ediciones obtiene bajas posiciones.
Tres artistas han representado al país en el festival en más de una ocasión, todos ellos ganadores. Tras sendos triunfos, en 1980 y 1987, Johnny Logan se convirtió en la única persona en haber ganado más de una vez. Además, Logan escribió otras canciones para Linda Martin, que también ganó el festival con «Why Me?» en 1992. Niamh Kavanagh, ganadora en 1993, volvería en 2010, con un agrio vigésimotercer puesto en la final.
En casi todos los festivales donde hubo orquesta (hasta 1998) la canción irlandesa era conducida por Noel Kelehan. Las excepciones fueron 1965 (condujo Gianni Ferrio), 1970 (Dolf van der Linden), 1972-1975 (Colman Pearce), 1979 (Proinnsias O'Duinn), 1994 (No hubo conductor, aunque Kelehan condujo otras canciones) y  1997 (Frank McNamara).
En los últimos años, el país no ha tenido el mismo éxito que en sus inicios. Jedward fueron los encargados de llevar la bandera irlandesa: en 2011 lograron clasificarse en octavo lugar seguido de un gran éxito posterior al festival, lo que les llevó a presentarse de nuevo para representar a Irlanda en Bakú. En esta ocasión, a pesar de conseguir clasificarse, acabaron decimonovenos en la final. En 2013 serían últimos con «Only Love Survives», siendo esta su última aparición en la final hasta 2018. Tras 2013, Irlanda ni siquiera ha logrado clasificarse con Can-Linn y Kasey Smith, en 2014; Molly Sterling, en 2015; el exmiembro de la banda Westlife, Nicky Byrne, en 2016; y Brendan Murray en 2017. Finalmente en 2018, Irlanda consiguió pasar a la final con Ryan O'Shaughnessy y su canción "Together", acabando en la posición 16 con 136 puntos, consiguiendo incluso 12 puntos de Austria, Bélgica y España (por parte del televoto) y Lituania (por parte del jurado) en la semifinal.

## Participaciones
Leyenda
     Ganador
     Segundo puesto
     Tercer puesto
     Cuarto o quinto puesto (Top 5)
     Último puesto
| Año                  | Sede       | Artista                                | Canción                               | Final              | Pts.               | Semifinal               | Pts.                    |
| -------------------- | ---------- | -------------------------------------- | ------------------------------------- | ------------------ | ------------------ | ----------------------- | ----------------------- |
| 1965                 | Nápoles    | Butch Moore                            | «I'm walking the streets in the rain» | 6                  | 11                 | No hubo semifinales     | No hubo semifinales     |
| 1966                 | Luxemburgo | Dickie Rock                            | «Come back to stay»                   | 4                  | 14                 | No hubo semifinales     | No hubo semifinales     |
| 1967                 | Viena      | Sean Dunphy                            | «If I could choose»                   | 2                  | 22                 | No hubo semifinales     | No hubo semifinales     |
| 1968                 | Londres    | Pat McGeegan                           | «Chance of a lifetime»                | 4                  | 18                 | No hubo semifinales     | No hubo semifinales     |
| 1969                 | Madrid     | Muriel Day                             | «The wages of love»                   | 7                  | 10                 | No hubo semifinales     | No hubo semifinales     |
| 1970                 | Ámsterdam  | Dana                                   | «All kinds of everything»             | 1                  | 32                 | No hubo semifinales     | No hubo semifinales     |
| 1971                 | Dublín     | Angela Farrell                         | «One day love»                        | 11                 | 79                 | No hubo semifinales     | No hubo semifinales     |
| 1972                 | Edimburgo  | Sandie Jones                           | «Ceol on ghrá»                        | 15                 | 72                 | No hubo semifinales     | No hubo semifinales     |
| 1973                 | Luxemburgo | Maxi                                   | «Do I dream?»                         | 10                 | 80                 | No hubo semifinales     | No hubo semifinales     |
| 1974                 | Brighton   | Tina Reynolds                          | «Cross your heart»                    | 7                  | 11                 | No hubo semifinales     | No hubo semifinales     |
| 1975                 | Estocolmo  | The Swarbriggs                         | «That's what friends are for»         | 9                  | 68                 | No hubo semifinales     | No hubo semifinales     |
| 1976                 | La Haya    | Red Hurley                             | «When»                                | 10                 | 54                 | No hubo semifinales     | No hubo semifinales     |
| 1977                 | Londres    | The Swarbriggs                         | «It's nice to be in love again»       | 3                  | 119                | No hubo semifinales     | No hubo semifinales     |
| 1978                 | París      | Colm C. T. Wilkinson                   | «Born to sing»                        | 5                  | 86                 | No hubo semifinales     | No hubo semifinales     |
| 1979                 | Jerusalén  | Cathal Dunne                           | «Happy man»                           | 5                  | 80                 | No hubo semifinales     | No hubo semifinales     |
| 1980                 | La Haya    | Johnny Logan                           | «What's another year»                 | 1                  | 143                | No hubo semifinales     | No hubo semifinales     |
| 1981                 | Dublín     | Sheeba                                 | «Horoscopes»                          | 5                  | 105                | No hubo semifinales     | No hubo semifinales     |
| 1982                 | Harrogate  | The Duskeys                            | «Here today, gone tomorrow»           | 11                 | 49                 | No hubo semifinales     | No hubo semifinales     |
| No participó en 1983 |            |                                        |                                       |                    |                    |                         |                         |
| 1984                 | Luxemburgo | Linda Martin                           | «Terminal 3»                          | 2                  | 137                | No hubo semifinales     | No hubo semifinales     |
| 1985                 | Gotemburgo | Maria Christian                        | «Wait until the weekend comes»        | 6                  | 91                 | No hubo semifinales     | No hubo semifinales     |
| 1986                 | Bergen     | Luv Bug                                | «You can count on me»                 | 4                  | 96                 | No hubo semifinales     | No hubo semifinales     |
| 1987                 | Bruselas   | Johnny Logan                           | «Hold me now»                         | 1                  | 172                | No hubo semifinales     | No hubo semifinales     |
| 1988                 | Dublín     | Jump the Gun                           | «Take him home»                       | 8                  | 79                 | No hubo semifinales     | No hubo semifinales     |
| 1989                 | Lausana    | Kiev Connolly y The Missing passengers | «The real me»                         | 18                 | 21                 | No hubo semifinales     | No hubo semifinales     |
| 1990                 | Zagreb     | Liam Reilly                            | «Somewhere in Europe»                 | 2                  | 132                | No hubo semifinales     | No hubo semifinales     |
| 1991                 | Roma       | Kim Jackson                            | «Could it be that I'm in love»        | 10                 | 47                 | No hubo semifinales     | No hubo semifinales     |
| 1992                 | Malmö      | Linda Martin                           | «Why me?»                             | 1                  | 155                | No hubo semifinales     | No hubo semifinales     |
| 1993                 | Millstreet | Niamh Kavanagh                         | «In your eyes»                        | 1                  | 187                | País anfitrión          | País anfitrión          |
| 1994                 | Dublín     | Paul Harrington y Charlie McGettigan   | «Rock 'n' roll kids»                  | 1                  | 226                | No hubo semifinales     | No hubo semifinales     |
| 1995                 | Dublín     | Eddie Friel                            | «Dreamin'»                            | 14                 | 44                 | No hubo semifinales     | No hubo semifinales     |
| 1996                 | Oslo       | Eimear Quinn                           | «The voice»                           | 1                  | 162                | 2                       | 198                     |
| 1997                 | Dublín     | Marc Roberts                           | «Mysterious woman»                    | 2                  | 157                | No hubo semifinales     | No hubo semifinales     |
| 1998                 | Birmingham | Dawn Martin                            | «Is always over now?»                 | 9                  | 64                 | No hubo semifinales     | No hubo semifinales     |
| 1999                 | Jerusalén  | The Mullans                            | «When you need me»                    | 17                 | 18                 | No hubo semifinales     | No hubo semifinales     |
| 2000                 | Estocolmo  | Eamonn Toal                            | «Millennium of love»                  | 6                  | 92                 | No hubo semifinales     | No hubo semifinales     |
| 2001                 | Copenhague | Gary O'Shaughnessy                     | «Without your love»                   | 21                 | 6                  | No hubo semifinales     | No hubo semifinales     |
| No participó en 2002 |            |                                        |                                       |                    |                    |                         |                         |
| 2003                 | Riga       | Mickey Harte                           | «We've got the world»                 | 11                 | 53                 | No hubo semifinales     | No hubo semifinales     |
| 2004                 | Estambul   | Chris Doran                            | «If the world stops turning»          | 22                 | 7                  | Top 11 del año anterior | Top 11 del año anterior |
| 2005                 | Kiev       | Donna and Joe                          | «Love?»                               | No se clasificó    | No se clasificó    | 14                      | 51                      |
| 2006                 | Atenas     | Brian Kennedy                          | «Every song is a cry for love»        | 10                 | 93                 | 9                       | 79                      |
| 2007                 | Helsinki   | Dervish                                | «They can't stop the spring»          | 24                 | 5                  | Top 10 del año anterior | Top 10 del año anterior |
| 2008                 | Belgrado   | Dustin the Turkey                      | «Irlande douze points»                | No se clasificó    | No se clasificó    | 15                      | 22                      |
| 2009                 | Moscú      | Sinéad Mulvey y Black Daisy            | «Et cetera»                           | No se clasificó    | No se clasificó    | 11                      | 52                      |
| 2010                 | Oslo       | Niamh Kavanagh                         | «It's for you»                        | 23                 | 25                 | 9                       | 67                      |
| 2011                 | Düsseldorf | Jedward                                | «Lipstick»                            | 8                  | 119                | 8                       | 68                      |
| 2012                 | Bakú       | Jedward                                | «Waterline»                           | 19                 | 46                 | 6                       | 92                      |
| 2013                 | Malmö      | Ryan Dolan                             | «Only love survives»                  | 26                 | 5                  | 8                       | 54                      |
| 2014                 | Copenhague | Can-Linn y Kasey Smith                 | «Heartbeat»                           | No se clasificó    | No se clasificó    | 12                      | 35                      |
| 2015                 | Viena      | Molly Sterling                         | «Playing with numbers»                | No se clasificó    | No se clasificó    | 12                      | 35                      |
| 2016                 | Estocolmo  | Nicky Byrne                            | «Sunlight»                            | No se clasificó    | No se clasificó    | 15                      | 46                      |
| 2017                 | Kiev       | Brendan Murray                         | «Dying to try»                        | No se clasificó    | No se clasificó    | 13                      | 86                      |
| 2018                 | Lisboa     | Ryan O'Shaughnessy                     | «Together»                            | 16                 | 136                | 6                       | 179                     |
| 2019                 | Tel Aviv   | Sarah McTernan                         | «22»                                  | No se clasificó    | No se clasificó    | 18                      | 16                      |
| 2020                 | Róterdam   | Lesley Roy                             | «Story of my life»                    | Festival cancelado | Festival cancelado | Festival cancelado      | Festival cancelado      |
| 2021                 | Róterdam   | Lesley Roy                             | «Maps»                                | No se clasificó    | No se clasificó    | 16                      | 20                      |
| 2022                 | Turín      | Brooke                                 | «That's rich»                         | No se clasificó    | No se clasificó    | 15                      | 47                      |
| 2023                 | Liverpool  | Wild Youth                             | «We Are One»                          | No se clasificó    | No se clasificó    | 12                      | 10                      |
| 2024                 | Malmö      | Bambie Thug                            | «Doomsday Blue»                       | 6                  | 278                | 3                       | 124                     |
| 2025                 | Basilea    | Emmy                                   | «Laika Party»                         | No se clasificó    | No se clasificó    | 13                      | 28                      |

## Festivales organizados en Irlanda
Irlanda es el único país que ha organizado el festival en múltiples ocasiones consecutivas; tres veces desde 1993 y hasta 1995. Seis de las siete ediciones que han tenido lugar en Irlanda, fueron en Dublín; tres en el Point Theatre, dos en el RDS y una en el Gaiety Theatre. Además, el festival del 1993 fue en Millstreet, Condado de Cork. Durante el festival de 1994, Riverdance hizo su debut como el número de intermedio.
| Edición                                   | Ciudad sede | Localización      | Presentandores                  |
| ----------------------------------------- | ----------- | ----------------- | ------------------------------- |
| Festival de la Canción de Eurovisión 1971 | Dublín      | Gaiety Theatre    | Bernadette Ní Ghallchóir        |
| Festival de la Canción de Eurovisión 1981 | Dublín      | RDS Simmonscourt  | Doireann Ní Bhriain             |
| Festival de la Canción de Eurovisión 1988 | Dublín      | RDS Simmonscourt  | Pat Kenny y Michelle Rocca      |
| Festival de la Canción de Eurovisión 1993 | Millstreet  | Green Glens Arena | Fionnuala Sweeney               |
| Festival de la Canción de Eurovisión 1994 | Dublín      | Point Theatre     | Gerry Ryan y Cynthia Ní Mhurchú |
| Festival de la Canción de Eurovisión 1995 | Dublín      | Point Theatre     | Mary Kennedy                    |
| Festival de la Canción de Eurovisión 1997 | Dublín      | Point Theatre     | Ronan Keating y Carrie Crowley  |

## Votación de Irlanda
Hasta 2025, la votación de Irlanda ha sido:
| Más puntos otorgados solo en la gran final | Más puntos otorgados solo en la gran final | Más puntos otorgados solo en la gran final |
| Pos.                                       | País                                       | Puntos                                     |
| ------------------------------------------ | ------------------------------------------ | ------------------------------------------ |
| 1                                          | Reino Unido                                | 274                                        |
| 2                                          | Suecia                                     | 244                                        |
| 3                                          | Francia                                    | 194                                        |
| 4                                          | Noruega                                    | 180                                        |
| 5                                          | Alemania                                   | 174                                        |

| Más puntos otorgados en semifinales y final | Más puntos otorgados en semifinales y final | Más puntos otorgados en semifinales y final |
| Pos.                                        | País                                        | Puntos                                      |
| ------------------------------------------- | ------------------------------------------- | ------------------------------------------- |
| 1                                           | Suecia                                      | 327                                         |
| 2                                           | Lituania                                    | 283                                         |
| 3                                           | Reino Unido                                 | 274                                         |
| 4                                           | Noruega                                     | 251                                         |
| 5                                           | Israel                                      | 215                                         |

| Más puntos recibidos solo en la gran final | Más puntos recibidos solo en la gran final | Más puntos recibidos solo en la gran final |
| Pos.                                       | País                                       | Puntos                                     |
| ------------------------------------------ | ------------------------------------------ | ------------------------------------------ |
| 1                                          | Reino Unido                                | 270                                        |
| 2                                          | Suecia                                     | 231                                        |
| 3                                          | Suiza                                      | 192                                        |
| 4                                          | Austria                                    | 177                                        |
| 5                                          | Noruega                                    | 174                                        |

| Más puntos recibidos en semifinales y final | Más puntos recibidos en semifinales y final | Más puntos recibidos en semifinales y final |
| Pos.                                        | País                                        | Puntos                                      |
| ------------------------------------------- | ------------------------------------------- | ------------------------------------------- |
| 1                                           | Reino Unido                                 | 371                                         |
| 2                                           | Suecia                                      | 255                                         |
| 3                                           | Suiza                                       | 228                                         |
| 4                                           | Austria                                     | 219                                         |
| 4                                           | Bélgica                                     | 219                                         |

## Ganadores
Irlanda junto con Suecia tienen el récord del mayor número de victorias en el Eurovisión, con siete ediciones ganadas cada uno. De ellas, cuatro fueron a mediados de los noventa, un periodo en el que el éxito irlandés rompió récords: el país se convirtió en el primero en ganar tres veces consecutivas.
| Año  | Canción                   | Artista                              | Compositor                  | Puntos | Segundo lugar |
| ---- | ------------------------- | ------------------------------------ | --------------------------- | ------ | ------------- |
| 1970 | "All Kinds of Everything" | Dana                                 | Derry Lindsay, Jackie Smith | 32     | Reino Unido   |
| 1980 | "What's Another Year"     | Johnny Logan                         | Shay Healy                  | 143    | Alemania      |
| 1987 | "Hold Me Now"             | Johnny Logan                         | Johnny Logan                | 172    | Alemania      |
| 1992 | "Why Me?"                 | Linda Martin                         | Johnny Logan                | 155    | Reino Unido   |
| 1993 | "In Your Eyes"            | Niamh Kavanagh                       | Jimmy Walsh                 | 187    | Reino Unido   |
| 1994 | "Rock 'n' Roll Kids"      | Paul Harrington & Charlie McGettigan | Brendan Graham              | 226    | Polonia       |
| 1996 | "The Voice"               | Eimear Quinn                         | Brendan Graham              | 162    | Noruega       |

## 12 puntos
- Irlanda ha dado 12 puntos a:

| Año  | País         |
| ---- | ------------ |
| 2004 | Países Bajos |
| 2005 | Dinamarca    |
| 2006 | Lituania     |
| 2007 | Letonia      |
| 2008 | Polonia      |
| 2009 | Lituania     |
| 2010 | Lituania     |
| 2011 | Dinamarca    |
| 2012 | Rumania      |
| 2013 | Dinamarca    |
| 2014 | Austria      |
| 2015 | Letonia      |

| Año  | Jurado     | Televoto  | Conjunto  |
| ---- | ---------- | --------- | --------- |
| 2016 | Bélgica    | Lituania  | Bulgaria  |
| 2017 | Bulgaria   | Lituania  | Bulgaria  |
| 2018 | Chipre     | Lituania  | Estonia   |
| 2019 | Suecia     | Lituania  | Noruega   |
| 2021 | Malta      | Lituania  | Malta     |
| 2022 | Suecia     | Polonia   | Suecia    |
| 2023 | Sin jurado | Finlandia | Finlandia |
| 2024 | Sin jurado | Lituania  | Lituania  |
| 2025 | Sin jurado | Israel    | Israel    |

| Año                  | País                 | Año                  | País                 | Año  | País      |
| -------------------- | -------------------- | -------------------- | -------------------- | ---- | --------- |
| 1975                 | Francia              | 1989                 | Yugoslavia           | 2003 | Noruega   |
| 1976                 | Italia               | 1990                 | Italia               | 2004 | Suecia    |
| 1977                 | Finlandia            | 1991                 | Malta                | 2005 | Letonia   |
| 1978                 | Bélgica              | 1992                 | Austria              | 2006 | Lituania  |
| 1979                 | Israel               | 1993                 | Países Bajos         | 2007 | Lituania  |
| 1980                 | Suiza                | 1994                 | Hungría              | 2008 | Letonia   |
| 1981                 | Suiza                | 1995                 | Suecia               | 2009 | Islandia  |
| 1982                 | Alemania             | 1996                 | Suecia               | 2010 | Dinamarca |
| No participó en 1983 | No participó en 1983 | 1997                 | Reino Unido          | 2011 | Dinamarca |
| 1984                 | Suecia               | 1998                 | Malta                | 2012 | Suecia    |
| 1985                 | Noruega              | 1999                 | Eslovenia            | 2013 | Dinamarca |
| 1986                 | Bélgica              | 2000                 | Dinamarca            | 2014 | Austria   |
| 1987                 | Italia               | 2001                 | Dinamarca            | 2015 | Letonia   |
| 1988                 | Luxemburgo           | No participó en 2002 | No participó en 2002 |      |           |

| Año  | Jurado  | Televoto  | Conjunto  |
| ---- | ------- | --------- | --------- |
| 2016 | Bélgica | Lituania  | Bulgaria  |
| 2017 | Bélgica | Rumania   | Rumania   |
| 2018 | Chipre  | Lituania  | Alemania  |
| 2019 | Suecia  | Noruega   | Noruega   |
| 2021 | Francia | Lituania  | Francia   |
| 2022 | España  | Ucrania   | España    |
| 2023 | Suecia  | Finlandia | Finlandia |
| 2024 | Suiza   | Croacia   | Croacia   |
| 2025 | Austria | Polonia   | Israel    |

## Galería de imágenes
|                               |
| Butch Moore en Nápoles (1965) |

|                          |
| Dana en Amsterdam (1970) |

|                              |
| Red Hurley en La Haya (1976) |

|                                |
| Johnny Logan en La Haya (1980) |

|                            |
| Dervish en Helsinki (2007) |

|                                   |
| El pavo Dustin en Belgrado (2008) |

|                                             |
| Sinéad Mulvey & Black Daisy en Moscú (2009) |

|                               |
| Niamh Kavanagh en Oslo (2010) |

|                              |
| Jedward en Düsseldorf (2011) |

|                            |
| Ryan Dolan en Malmö (2013) |

|                                                 |
| Can-Linn feat. Kasey Smith en Copenhague (2014) |

|                                |
| Molly Sterling en Viena (2015) |

|                                 |
| Nicky Byrne en Estocolmo (2016) |

|                               |
| Brendan Murray en Kiev (2017) |

|                                     |
| Ryan O'Shaughnessy en Lisboa (2018) |

|                                   |
| Sarah McTernan en Tel Aviv (2019) |

|                                |
| Lesley Roy en Rotterdam (2021) |

|                        |
| Brooke en Turín (2022) |

|                                |
| Wild Youth en Liverpool (2023) |

|                             |
| Bambie Thug en Malmö (2024) |